# 울진군 (1948년 선거구)
울진군은 대한민국의 옛 국회의원 선거구이다. 당시 강원도 울진군 지역을 관할했다.

## 역사
제헌 국회의원 선거를 앞두고 울진군 전 지역을 관할하는 선거구로 신설되었다.
1963년 1월, 울진군이 경상북도로 편입되었다. 또한 제6대 국회의원 선거를 앞두고 선거구가 개편됨에 따라 영양군 선거구와 통합되어 영양군·울진군 선거구를 이루게 되면서 폐지되었다.

## 역대 국회의원
| 선거   | 정당 | 정당   | 의원   |
| ------ | ---- | ------ | ------ |
| 1948년 |      | 무소속 | 김광준 |
| 1950년 |      | 무소속 | 김광준 |
| 1954년 |      | 자유당 | 전만중 |
| 1958년 |      | 자유당 | 전만중 |
| 1960년 |      | 민주당 | 김광준 |

## 역대 선거 결과

### 대한민국 제헌 국회의원 선거
|  | 29.85% |

|  | 28.62% |

|  | 25.24% |

|  | 16.27% |

### 대한민국 제2대 국회의원 선거
|  | 41.01% |

|  | 24.38% |

|  | 12.27% |

|  | 10.74% |

|  | 6.47% |

|  | 5.09% |

### 대한민국 제3대 국회의원 선거
|  | 67.58% |

|  | 23.88% |

|  | 8.53% |

|  | 0% |

### 대한민국 제4대 국회의원 선거
|  | 59.94% |

|  | 31.92% |

|  | 8.12% |

### 대한민국 제5대 국회의원 선거
|  | 32.06% |

|  | 18.90% |

|  | 18.56% |

|  | 16.71% |

|  | 13.74% |